# Championnats de Tunisie d'athlétisme 1971
Navigation
1970 1972
Les championnats de Tunisie d'athlétisme 1971 sont une compétition tunisienne d'athlétisme se disputant en 1971.
C'est la seule fois où Mohammed Gammoudi participe au 10 000 m en championnat de Tunisie, au cours de cette édition marquée par un doublé de Mansour Guettaya (800 m et 1 500 m) qu'il renouvelle quelques jours plus tard aux Jeux méditerranéens.
Au niveau des clubs, le Club africain (huit titres) l'emporte difficilement devant la Zitouna Sports (sept titres).

## Palmarès
| Discipline            | Hommes             | Hommes          | Femmes             | Femmes       |
| --------------------- | ------------------ | --------------- | ------------------ | ------------ |
| 100 m                 | Hamouda El Fray    | 10 s 7          | Fatma Ben Hdar     | 13 s 3       |
| 200 m                 | Hassen Bergaoui    | 22 s            | Lilia Attia        | 26 s         |
| 400 m                 | Mokhtar Herzi      | 49 s 4          | Lilia Attia        | 59 s 2       |
| 800 m                 | Mansour Guettaya   | 1 min 52 s 2    | Emna El Abed       | 2 min 32 s 3 |
| 1 500 m               | Mansour Guettaya   | 3 min 49 s 5    | Titre non attribué | 5 min 16 s 6 |
| 5 000 m               | Abdelkader Zaddem  | 14 min 11 s 4   |                    |              |
| 10 000 m              | Mohammed Gammoudi  | 30 min 46 s     | -                  | -            |
| 100 m haies           |                    |                 |                    |              |
| 110 m haies           | Titre non attribué |                 |                    |              |
| 400 m haies           | Hassen Bergaoui    | 53 s 1          |                    |              |
| 3 000 m steeple       | Ayachi Labidi      | 8 min 57 s 8    |                    |              |
| Relais 4 × 100 mètres | Zitouna Sports     | 44 s 3          |                    |              |
| Relais 4 × 400 mètres | Titre non attribué |                 | Zitouna Sports     | 4 min 18 s   |
| Saut en longueur      | Youssef Khemiri    | 6,60 m          | Néjia Hamel        | 4,60 m       |
| Triple saut           | Youssef Gouider    | 12,59 m         |                    |              |
| Saut en hauteur       | Taoufik Chaouach   | 1,75 m          | Beya Bouabdallah   | 1,40 m       |
| Saut à la perche      | Ayed Rehaïem       | 3,74 m          |                    |              |
| Lancer du poids       | Ahmed Zone         | 12,60 m         | Beya Bouabdallah   | 10,95 m      |
| Lancer du disque      | Abdeljaoued Bedira | 40,10 m         | Beya Bouabdallah   | 32,86 m      |
| Lancer du marteau     | Larbi Saïdi        | 41,08 m         | -                  | -            |
| Lancer du javelot     | Ali Memmi          | 61,04 m         | Titre non attribué |              |
| 20 km marche          | Chedly Ben Ali     | 1 h 44 min 52 s |                    |              |
| Décathlon             |                    |                 |                    |              |
| Heptathlon            |                    |                 |                    |              |
| Marathon              |                    |                 |                    |              |